# Apostolska nunciatura na Švedskem
Apostolska nunciatura na Švedskem je diplomatsko prestavništvo (veleposlaništvo) Svetega sedeža na Švedskem, ki ima sedež v Djursholmu.
Trenutni apostolski nuncij je Emil Paul Tscherrig.

## Seznam apostolskih nuncijev
- Luigi Bellotti (1982–1985)
- Henri Lemaître (31. oktober 1985–28. marec 1992)
- Giovanni Ceirano (20. avgust 1992–27. februar 1999)
- Piero Biggio (27. februar 1999–16. oktober 2004)
- Giovanni Tonucci (16. oktober 2004–2007)
- Emil Paul Tscherrig (26. januar 2008–danes)